# Katedra św. Mateusza w Salerno
Katedra św. Mateusza w Salerno – rzymskokatolicki kościół, główna świątynia w Salerno, na południu Włoch, dedykowana świętemu Mateuszowi Ewangeliście, którego relikwie znajdują się w tamtejszej krypcie.